# Breslaus voetbalkampioenschap 1906/07
In 1906/07 werd het vijfde Breslaus voetbalkampioenschap gespeeld, dat georganiseerd werd door de Zuidoost-Duitse voetbalbond. Schlesien Breslau werd kampioen en plaatste zich voor de Zuidoost-Duitse eindronde en versloeg daar TuFC Britannia Cottbus. Hierdoor plaatste de club zich ook voor de eindronde om de Duitse landstitel en werd hier in de eerste ronde verslagen door Berliner TuFC Viktoria 1889.

## Eindstand
| Plaats | Club                     | Wed. | W | G | V | Saldo | Ptn  |
| ------ | ------------------------ | ---- | - | - | - | ----- | ---- |
| 1.     | SC Schlesien Breslau     | 10   | 6 | 3 | 1 | 44:9  | 15:5 |
| 2.     | FC 1898 Breslau          | 10   | 6 | 2 | 2 | 29:14 | 14:6 |
| 3.     | SV Blitz Breslau         | 10   | 6 | 1 | 3 | 27:13 | 13:7 |
| 4.     | ATV Breslau              | 10   | 5 | 1 | 4 | 19:26 | 11:9 |
| 5.     | SC Germania 1904 Breslau | 10   | 3 | 0 | 7 | 15:43 | 6:14 |
| 6.     | SC Preußen Breslau       | 10   | 0 | 1 | 9 | 8:37  | 1:19 |

|  | Kampioen |